# Сантара
«Са́нтара»  (Santara, с лит. — «Единение», сантарининки), полное название «Демократическое единение национальной свободы» (лит. Demokratinė tautos laisvės santarа) — литовская либеральная политическая партия, образованная в январе 1917 года.

## Образование
В 1916 году часть проживающей в Петрограде и Москве литовской либеральной интеллигенции объединилась в отдельную политическую группу, участники которой стремились отмежеваться в идеологическом плане как от консерватизма Христианско-демократической партии (крикдемов) и Партии национального прогресса (пажангининков, будущих таутининков), так и от радикальных установок Демократической партии. В январе 1917 года представители этого движения основали собственную политическую партию, получившую название «Демократическое единение национальной свободы», но в историографии обычно называемую просто «Сантара».
Инициаторами создания партии выступили Юргис Балтрушайтис, Людас Даукша, Мартинас Ичас, Пятрас Леонас, Винцас Машалайтис, Томас Норус-Нарушявичюс, Тадас Петкявичюс, Раполас Скипитис, Пятрас Шальчюс и Стасис Шилингас. В состав партийного центрального управления первого созыва вошли следующие лица: председатель — Леонас, вице-председатели — Скипитис и Шилингас, секретарь — Шальчюс, члены — Балтрушайтис, Норус-Нарушявичюс и Казис Шалкаускис. Автором политической программы сантарининков был Леонас. Название партии было предложено русским и литовским поэт-символистом Балтрушайтисом.

## Программа

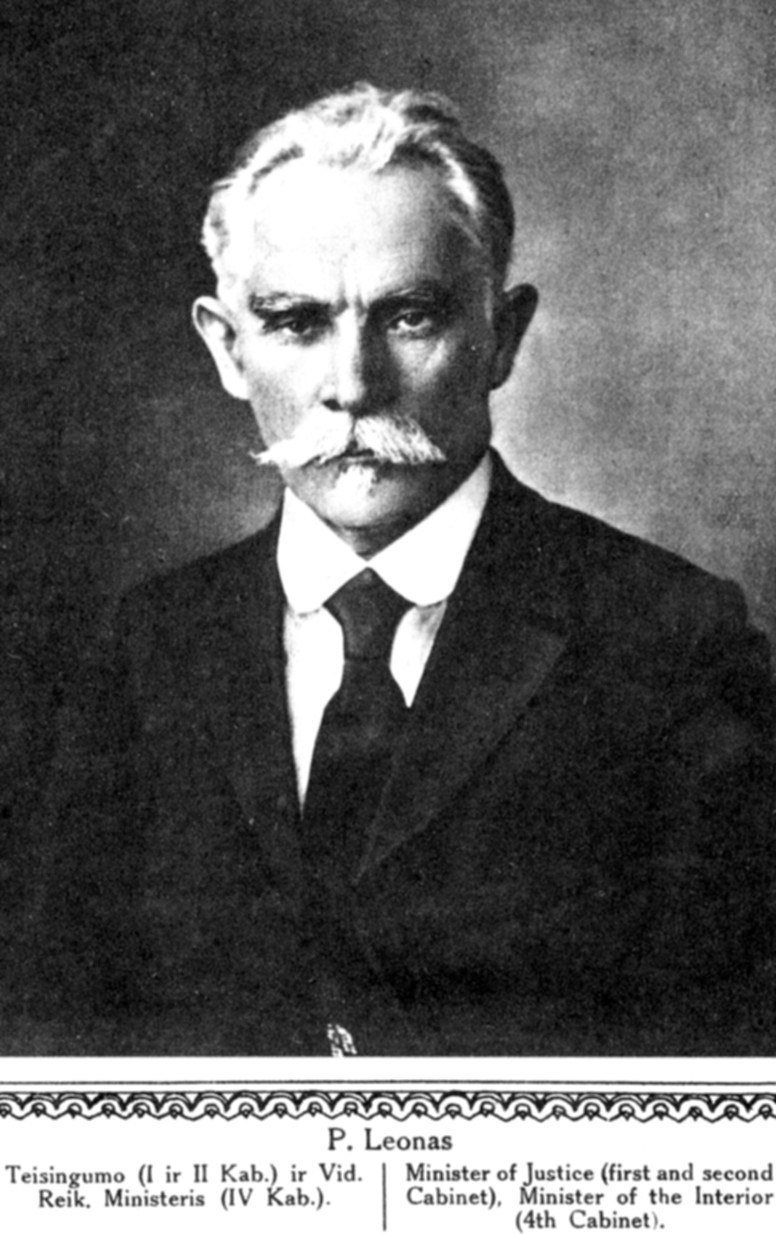
Автором политической программы партии был юрист Пятрас Леонас

По представлению основателей организации, «Сантара» должна была выполнять роль объединяющего начала, способного примирить и консолидировать противоборствующие литовские политические силы, в основном правого и левого толка (отсюда и название партии).
Под влиянием происходивших в России революционных процессов в программу сантарининков была включена критическая оценка капитализма, а социализм был охарактеризован как «идеал экономической жизни будущего». Вместе с тем «Сантара» выступала против насильственного пути преобразования общества и высказывалась за эволюционное движение вперёд: социалистические преобразования должны были претворяться в жизнь постепенно, путём поступательного развития сфер промышленности, кооперации и культуры. Партия также ратовала за принцип свободы совести и настаивала на необходимости противодействия клерикализму.
Первоначально «Сантара» поддерживала идею о предоставлении Литве широкой автономии в составе демократической России, отвергнувшей феодально-сословную модель построения общества времён Российской империи. По мере изменения политической обстановки партия начала рассматривать в качестве одной из своих главных целей создание независимого литовского государства. Согласно убеждениям сантарининков, после приобретения независимости Литва должна была стать демократической республикой, в которой не допускаются ущемления политических прав населения и все граждане равны перед законом, а преследование за мировоззренческие убеждения возможно только в случае противоправных действий их носителей.
В целом по своим политическим установкам «Сантара» была близка российской Конституционно-демократической партии (кадетам).